# كيس فرستيغ
كيس فرستيغ (بالهولندية: Kees Versteegh)‏ (ولد 1947 م) هو مستشرق هولندي. شغل منصب أستاذ الدراسات الإسلامية واللغة العربية في جامعة رادبود نيميغن في هولندا حتى أبريل 2011

## آثاره
من آثاره التي نقلت إلى العربي:
- «الفكر اللغوي بين اليونان والعرب» - نقلها محيى الدين محسب (دار الهدى، طرابلس لبنان)، 2001 م.[2]
- «اللغة العربية: تاريخها ومستوياتها وتأثيرها» - نقلها محمد الشرقاوي (المشروع القومي للترجمة - المجلس الأعلى للثقافة)، 2003 م.[3]
- «اعلام الفكر اللغوي: التقليد اللغوي العربي» - نقلها أحمد شاكر الكلابي (دار الكتاب الجديد المّتحدة، بيروت)، 2007 م.